# Christian Linker

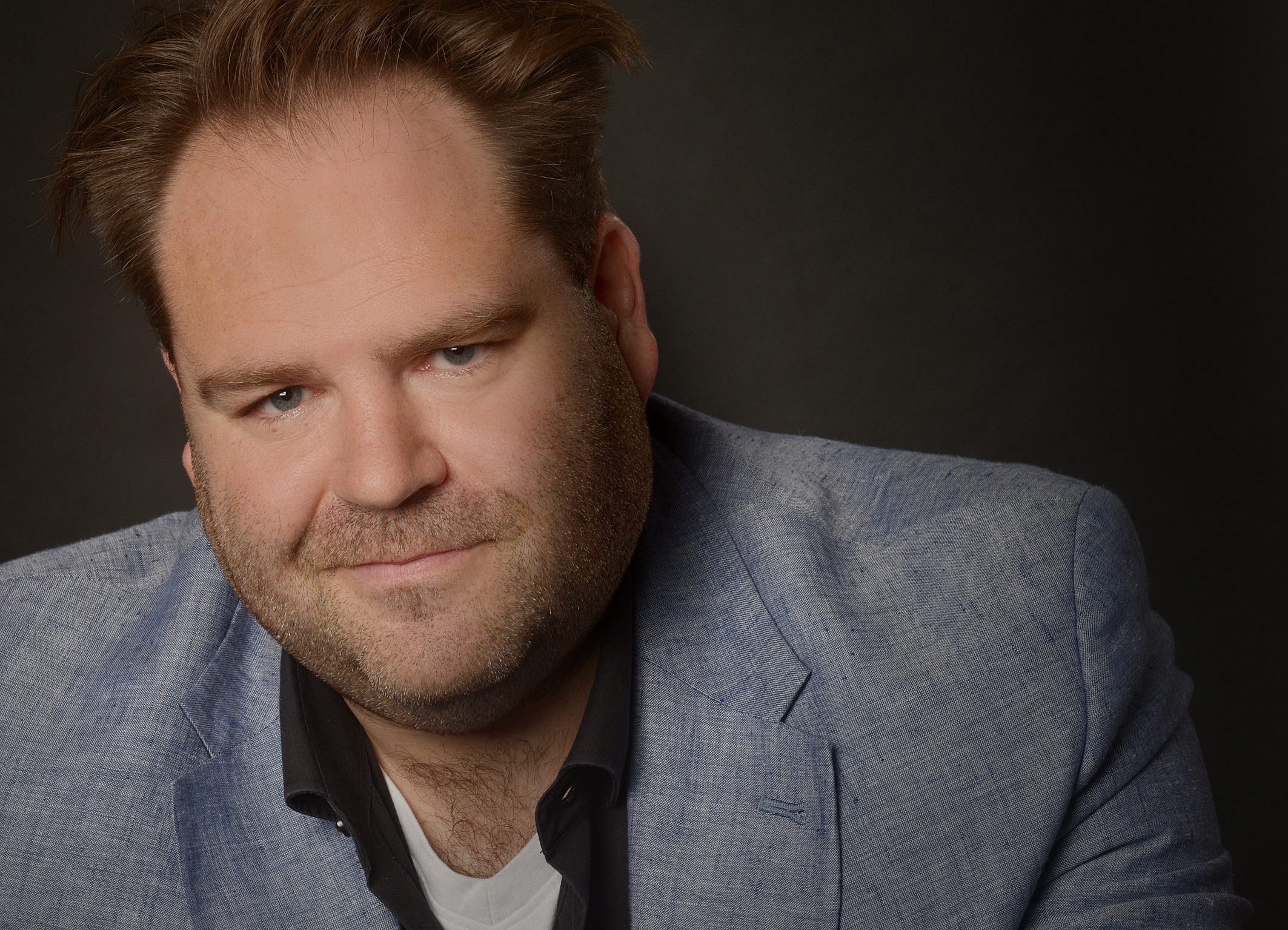
Christian Linker (2018)

Christian Linker,  Pseudonym Magnus Mahlmann (* 12. Februar 1975 in Leverkusen) ist ein deutscher Jugendbuchautor. Sein erstes Kinderbuch Ritter für eine Nacht erschien 1999. Sein Romandebüt RaumZeit wurde 2003 für den Deutschen Jugendliteraturpreis nominiert. Für seinen Roman Blitzlichtgewitter erhielt er 2009 den Hansjörg-Martin-Preis (Kinder- und Jugendkrimipreis der Autorenvereinigung Das Syndikat). Ebenfalls 2009 wurde die Bühnenfassung von RaumZeit (gemeinsam mit Stefan Filipiak) mit dem Autorenpreis des Karlsruher Sandkorn-Theaters ausgezeichnet und 2010 ebendort uraufgeführt. Für den Roman Der Schuss erhielt er 2018 den Jugendbuchpreis Goldene Leslie.
Unter dem Pseudonym Magnus Mahlmann schreibt er außerdem eine Krimireihe um den ehemaligen Gefängnispfarrer Laurenz Broich.
Christian Linker studierte in Bonn Theologie. Er arbeitete freiberuflich als PR-Redakteur und als Bildungsreferent in der außerschulischen Jugendbildung. Einige Jahre war Linker in Köln als hauptamtlicher Diözesanvorsitzender des Bundes der Deutschen Katholischen Jugend tätig. Heute lebt er mit seiner Familie in Leverkusen.

## Werke
- Ritter für eine Nacht. Kinderbuch. Patmos-Verlag, Düsseldorf 1999, ISBN 3491374081
- Die Jagd nach den Feen. Kinderbuch. Patmos-Verlag, Düsseldorf 2000, ISBN 978-3-491-37426-3
- RaumZeit. Roman. dtv, München 2003, ISBN 978-3-423-78217-3
- Das Heldenprojekt. Roman. dtv, München 2005, ISBN 978-3-423-78207-4
- Doppelpoker. Roman. dtv, München 2007, ISBN 978-3-423-78214-2
- Blitzlichtgewitter. Roman. dtv, München 2008, ISBN 978-3-423-78224-1
- Absolut am Limit. Roman. dtv, München 2010, ISBN 978-3-423-78245-6
- Stadt der Wölfe. Kinderbuch. dtv, München 2015, ISBN 978-3-423-76114-7
- Dschihad Calling. Roman. dtv, München 2016, ISBN 978-3-423-74015-9
- Der Schuss. Roman. dtv, München 2017, ISBN 978-3-423-74027-2
- Was die Gottlosen planen: Der erste Fall für Laurenz Broich. unter dem Pseudonym Magnus Mahlmann. Roman. J. P. Bachem, Köln, 2018, ISBN 978-3-761-63271-0
- Und dann weiß jeder, was ihr getan habt. Roman. dtv, München 2019 ISBN 978-3-423-74042-5
- Und sie sollen von seinem Blut nehmen: Ein Fall für Laurenz Broich. unter dem Pseudonym Magnus Mahlmann. Roman. J. P. Bachem, Köln 2019. ISBN 978-3761633397
- Kevin und das Wurmloch im 13. Stock. Kinderbuch. Thienemann, Stuttgart 2020. ISBN 978-3522185271
- INFLUENCE - Fehler im System. Thriller. bold, München 2020. ISBN 978-3423230117
- Toxische MACHT. Roman. dtv, München 2021, ISBN 978-3-423-23024-7
- Y-Game: Sie stecken alle mit drin. Roman. dtv, München 2022, ISBN 978-3-423-74076-0
- Boy from Mars. Kinderbuch. dtv, München 2023, ISBN 978-3-423-76468-1
- Climate Action. Jugendroman. Thienemann, Stuttgart 2024, ISBN 978-3-522-20294-7
- Back to Mars. Abenteuerroman. dtv, München 2025, ISBN 978-3-423-76568-8